# Luis Buñuel
Luis Buñuel Portolés (Calanda, 22 februari 1900 – Mexico-Stad, 29 juli 1983) was een Spaans-Mexicaans filmregisseur.

## Biografie
Luis Buñuel werd in 1900 in Calanda in de Spaanse provincie Teruel geboren als de zoon van een steenrijke grootgrondbezitter. De jonge Luis genoot een zeer strenge rooms-katholieke opvoeding op een kostschool, speciaal voor rijke kinderen. Het katholicisme en de bourgeoisie, de twee thema's die in alle films van Buñuel voorkomen, zijn duidelijk autobiografisch te noemen. Buñuel was aanvankelijk voorbestemd de scepter van zijn vader over te nemen en hij ging in Madrid landbouwwetenschappen studeren. In deze periode kwam Buñuel, via studentenverenigingen, in contact met het marxisme.
Kort daarna ontmoette Buñuel diverse surrealistische kunstenaars. Buñuel raakte geïnteresseerd in de schilderkunst en hij besloot zijn carrière als grootgrondbezitter vaarwel te zeggen. Zonder ook maar iets tegen zijn ouders te zeggen vertrok Buñuel naar Parijs om daar kunstschilder te worden. Kunst was volgens Buñuel de ultieme vrijheid: dankzij de kunst was Buñuel nu voor zichzelf opgekomen. Hij zwoer het katholicisme af en zou sindsdien iedere religie verafschuwen. Buñuel wilde niks meer met zijn rijke aristocratische afkomst te maken hebben en hij vervloekte de bourgeoisie. Tevens wilde Buñuel in absolute vrijheid leven, hij maakte zich los van alle strenge regels. Vrijheid was volgens hem al schilderend over de wereld trekken en zich nergens iets van aan trekken.
In Parijs bestudeerde Buñuel de schilderkunst en schreef hij het scenario van de stomme horrorfilm La Chute de la maison Usher (Jean Epstein, 1928). Hij ontmoette in die periode de beroemde surrealist Salvador Dalí. Buñuel en Dalí werden vrienden en ze besloten samen een film te gaan maken. Met een piepklein budget maakten Buñuel en Dalì de 20 minuten durende experimentele film Un chien andalou (1929). Deze film gaat over een droom en bevat geen enkele logische structuur. De film is een aaneenschakeling van surrealistische beelden. Tevens was de film ongekend gewelddadig en smerig: een oog wordt met een scheermes doormidden gesneden en mieren vreten rottend vlees uit een menselijke wond. Un chien andalou wordt gezien als een mijlpaal in de filmgeschiedenis en is, volgens velen, een van de meest invloedrijke films ooit.
Meteen na het succes van Un chien andalou begonnen Buñuel en Dalí met het maken van een nieuwe film: L'âge d'or (1930).
Deze film was veel minder abstract dan zijn voorganger en de film bevatte veel politieke elementen, veel metaforen en veel symboliek.
De film leidde echter tot een breuk in de samenwerking tussen Dalí en Buñuel: Dalí geloofde dat kunst nooit gecombineerd mocht worden met politiek. Ook vond Dalí dat surrealisme moest voortkomen uit het onderbewuste van de geest. Wanneer surrealisme symbolen en metaforen bevat, moet er van tevoren over nagedacht zijn en komt het dus niet voort uit het onderbewuste.
Dalì distantieerde zich van de film, maar zijn naam verscheen wel op de aftiteling. Dalí en Buñuel besloten nu alleen verder te gaan.
L'âge d'or werd verboden door de Katholieke kerk, die veel invloed had op de Franse regering en de film werd wettelijk verboden. Buñuel vond dit een beperking van de vrijheid van meningsuiting en hij noemde de Franse regering zwak. Buñuel keerde hierop weer terug naar Spanje.
In Spanje maakte hij in 1932 een documentaire, Tierra sin pan, over Las Hurdes op het Spaanse platteland van Extremadura. Deze regio kende een grote achterstand op de rest van het land en de levensomstandigheden van de bevolking waren er erg slecht. De marxistisch getinte documentaire werd een groot succes, maar toen een paar jaar later de Spaanse Burgeroorlog uitbrak, besloot Buñuel opnieuw te emigreren. Buñuel arriveerde in Hollywood waar hij slechts kort verbleef: Buñuel vond de sfeer veel te commercieel en zijn artistieke vrijheden werden te veel beperkt.
Buñuel kwam uiteindelijk in Mexico aan waar hij lange tijd een kluizenaarsbestaan leidde. Hij maakte geen films meer en raakte in de vergetelheid. In 1950 maakte Buñuel een onverwachtse comeback met Los olvidados, een keihard verhaal in documentairestijl over de straatjongeren in de sloppenwijken van Mexico-Stad. De film was een groot succes en Buñuel richtte zijn eigen productiemaatschappij op. Hiermee kon Buñuel in alle vrijheid zijn eigen films maken. Hij ging nu op grote schaal films maken.
Met Viridiana (1961) behaalde hij de Gouden Palm op het Filmfestival van Cannes en brak hij internationaal door. Voorheen maakte hij alleen abstracte films en documentaires, nu had hij ook een psychologisch drama op zijn naam staan. De Franse filmindustrie zag de commerciële waarde van Buñuels originele cinema en vroeg hem naar Frankrijk te komen. In 1964 keerde Buñuel dan terug naar Frankrijk om daar, voor een grote studio, grotere en duurdere films met bekende sterren in de hoofdrollen te gaan maken. Voor Le Journal d'une femme de chambre (1964), zijn eerste Franse film van de jaren zestig werkte hij voor het eerst samen met de jonge scenarist Jean-Claude Carrière. Jeanne Moreau speelde de titelrol in deze op de gelijknamige roman van Octave Mirbeau gebaseerde tragikomische sociale satire. Carrière schreef (mee aan) zes van Buñuels belangrijkste films uit de jaren zestig en zeventig.
Dankzij de op de gelijknamige roman van Joseph Kessel gebaseerde film Belle de Jour (1967, met Catherine Deneuve en Michel Piccoli in de hoofdrollen) maakte Buñuel kennis met het commercieel succes. Deze erotische tragikomedie vormde, samen met de tragikomedie Le Charme discret de la bourgeoisie (1972), zijn meest succesvolle film. In 1970 castte Buñuel Deneuve een tweede keer, naast fetisjacteur Fernando Rey, in het drama Tristana, een verfilming van een roman van Benito Pérez Galdós. In 1972 schreef Buñuel het scenario van de horrorfilm Le Moine samen met Carrière.
In 1974 keerde Buñuel echter terug naar zijn begintijd met Le fantôme de la liberté. Deze abstracte experimentele surrealistische film weerspiegelde de sfeer van zijn allereerste films. In Buñuels zwanenzang Cet obscur objet du désir (1977) nam Carole Bouquet de titelrol voor haar rekening. Dit drama was gebaseerd op de roman La Femme et le Pantin van Pierre Louÿs.
In 1982 schreef Buñuel met de hulp van Carrière een autobiografie, waarvan de Nederlandse vertaling de titel Mijn Laatste Snik is. In juli van het jaar daarna overleed hij in Mexico-Stad op 83-jarige leeftijd.
In mei 2008 verscheen het boek "Buñuel over Buñuel", de Nederlandse vertaling van de bundel met interviews met Buñuel door de Mexicaanse journalisten Tomás Pérez Turrent en José de la Colina. Het boek werd vertaald en toegelicht door Gijs Mulder en voorzien van een inleiding door Willem Jan Otten. Menken Kasander & WIgman Uitgevers, ISBN 978-90-74622-62-2.

## Schets van zijn werk
Luis Buñuel verwierf grote bekendheid als de eerste regisseur die het surrealisme in zijn films liet doorwerken; droom en werkelijkheid lopen veelal in elkaar over. Al zijn films dragen een atheïstische levensvisie uit.
Het oeuvre van Buñuel valt onder te verdelen in drie soorten films:
- Experimentele abstracte films zonder een duidelijk plot waarin symboliek, dromen en absurdisme een grote rol spelen.
- Psychologische drama's met wel een duidelijk plot, maar waar dromen en symboliek een grote rol in spelen. In deze films zit veel maatschappijkritiek, vooral op de rijke bourgeoisie en op de Rooms-Katholieke Kerk. Het thema is in al deze films hetzelfde: een persoon is op zoek naar vrijheid. Deze vrijheid vindt hij of zij door zich los te maken van tradities, regels, religie en van de gevestigde orde. De films zijn zo vormgegeven dat de werkelijkheid wordt vervreemd. Zwarte humor, seks, geweld, rare personages en links-politieke idealen zijn altijd aanwezig.
- Sociaal-geëngageerde documentaires waarin Buñuel een beeld schetst van de zwakkeren in de samenleving.

De films zijn gemaakt vanuit een links-socialistisch (al dan niet communistisch) standpunt. Hoewel deze documentaires non-fictie zijn, is ook hier een surrealistische esthetiek aanwezig. Door montage, muziek en fotografie wordt de werkelijkheid vervreemd.
Tot de meest beroemde films van Buñuel behoren zijn speelfilmdebuut Un chien andalou (1929), de eerste surrealistische film,  Viridiana (1960) waarvoor hij een Oscar voor beste buitenlandse film kreeg, en Belle de Jour (1966), een film waarvoor hij de regie-prijs op het festival van Cannes kreeg.

## Filmografie
- 1929: Un chien andalou
- 1930: L'Âge d'or
- 1933: Las Hurdes
- 1947: Gran Casino
- 1949: El gran calavera
- 1950: Los olvidados
- 1951: Susana
- 1951: La hija del engaño
- 1952: Subida al cielo
- 1952: Una mujer sin amor
- 1953: El bruto
- 1953: Él
- 1954: La ilusión viaja en tranvía
- 1954: Abismos de pasión
- 1954: Robinson Crusoe
- 1955: Ensayo de un crimen
- 1955: El río y la muerte
- 1956: Cela s'appelle l'aurore
- 1956: La Mort en ce jardin
- 1959: Nazarín
- 1959: La fièvre monte à El Pao
- 1960: The Young One
- 1961: Viridiana
- 1962: El ángel exterminador
- 1964: Le Journal d'une femme de chambre
- 1965: Simón del desierto
- 1967: Belle de Jour
- 1969: La Voie lactée
- 1970: Tristana
- 1972: Le Charme discret de la bourgeoisie
- 1974: Le Fantôme de la liberté
- 1977: Cet obscur objet du désir

## Publicaties
- Mijn laatste snik. Discrete herinneringen (Meulenhoff, Amsterdam, 1983)
- De Andalusische hond. De verhalen van Luis Bunuel (Meulenhoff, Amsterdam, 1995)

Un chien andalou (1929) · L'Âge d'or (1930) · Las Hurdes (1933) · Gran Casino (1947) · El gran calavera (1949) · Los olvidados (1950) · Susana (1951) · La hija del engaño (1951) · Subida al cielo (1952) · Una mujer sin amor (1952) · El bruto (1953) · Él (1953) · La ilusión viaja en tranvía (1954) · Abismos de pasión (1954) · Robinson Crusoe (1954) · Ensayo de un crimen (1955) · El río y la muerte (1955) · Cela s'appelle l'aurore (1955) · La Mort en ce jardin (1956) · Nazarín (1959) · La fièvre monte à El Pao (1959) · The Young One (1960) · Viridiana (1961) · El ángel exterminador (1962) · Le Journal d'une femme de chambre (1964) · Simón del desierto (1965) · Belle de Jour (1967) · La Voie lactée (1969) · Tristana (1970) · Le Charme discret de la bourgeoisie (1972) · Le Moine (1972) · Le Fantôme de la liberté (1974) · Cet obscur objet du désir (1977)
- Bibsys: 90072999
- Biblioteca Nacional de Chile: 000043447
- Biblioteca Nacional de España: XX880229
- Bibliothèque nationale de France: cb118945226 (data)
- Catàleg d'autoritats de noms i títols de Catalunya: 981058523415106706
- CiNii: DA02653606
- Digitale Bibliotheek voor de Nederlandse Letteren: bunu001
- Gemeinsame Normdatei: 118517465
- International Standard Name Identifier: 0000 0001 2281 2593
- Library of Congress Control Number: n79004176
- Nationale Bibliotheek van Letland: 000079215
- MusicBrainz: dcd99496-36a0-4715-9441-ab4c8af6cbdf
- Bibliotheek van het Japanse parlement: 00434686
- Nationale Bibliotheek van Tsjechië: jn19990001215
- Nationale bibliotheek van Australië: 35023681
- Nationale Bibliotheek van Israël: 987007509718105171
- Nationale Bibliotheek van Polen: a0000002099526
- Nationale en Universitaire bibliotheek Zagreb: 000102785
- Nederlandse Thesaurus van Auteursnamen: 069070741
- PIC: 284201
- RKD-Nederlands Instituut voor Kunstgeschiedenis: 211715
- Istituto Centrale per il Catalogo Unico: CFIV048158
- LIBRIS: 179676
- SNAC: w66m3rvb
- Système universitaire de documentation: 027272893
- Trove: 797610
- Union List of Artist Names: 500074770
- Virtual International Authority File: 68926369
- WorldCat: E39PBJpJgvY7K4cFq69QcYFqcP